# Maserati Boomerang
Pour les articles homonymes, voir Maserati (homonymie) et Boomerang (homonymie).
La Maserati Boomerang est un concept car de voiture de sport GT du constructeur automobile italien Maserati, présenté au salon de l'automobile de Turin 1971.

## Histoire
Ce concept car est conçu par le designer italien Giorgetto Giugiaro (ex designer Bertone, puis Ghia, fondateur d'Italdesign à Turin en 1968) créateur entre autres dans le même style, des Maserati Ghibli I (1966), Alfa Romeo Iguana (en) (1969), Porsche Tapiro (1970), De Tomaso Pantera (1971), Lotus Esprit (1976), Lancia Delta (1979), Lancia Medusa (en) (1980), et DeLorean DMC-12 (1981)...

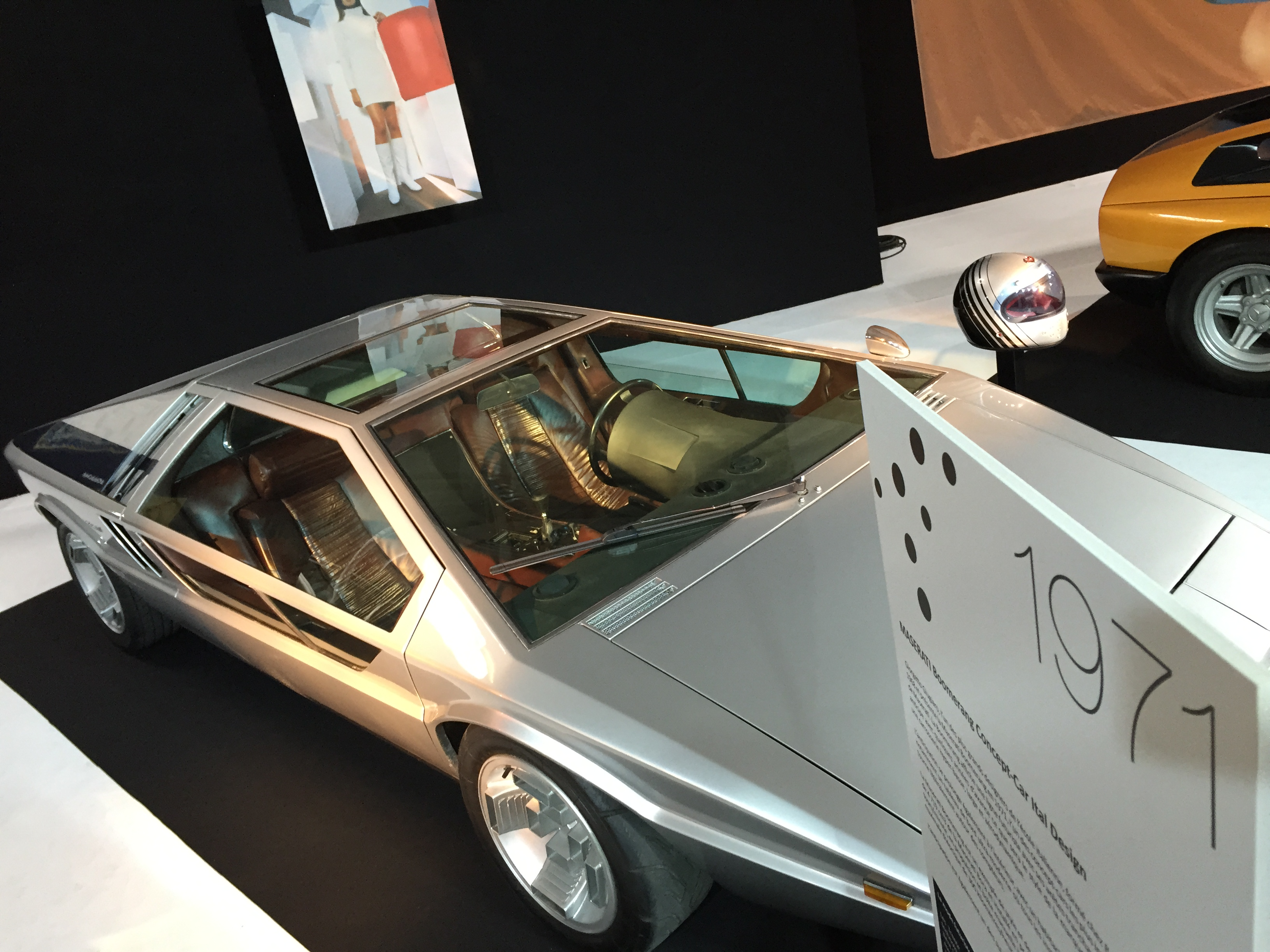
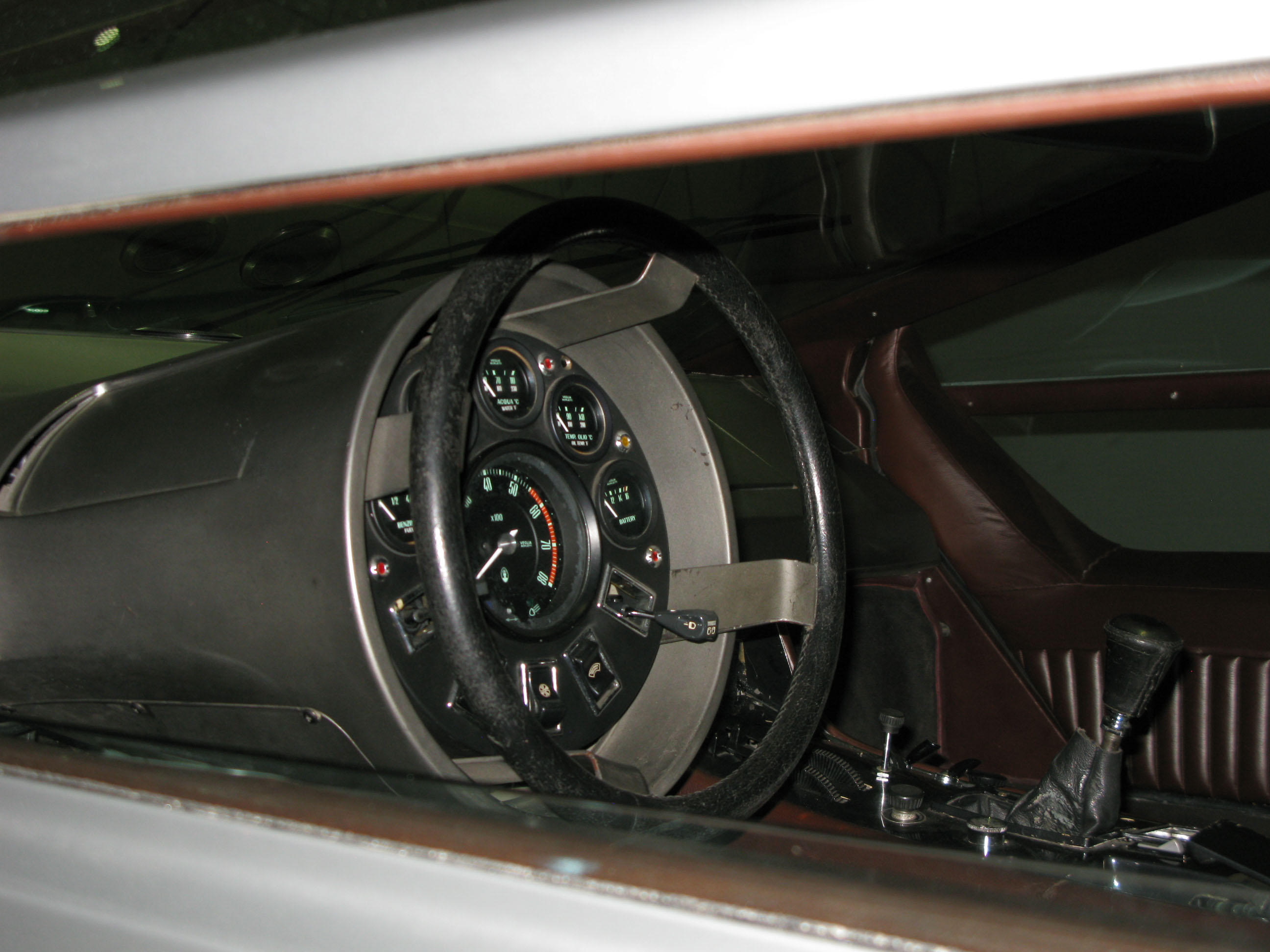
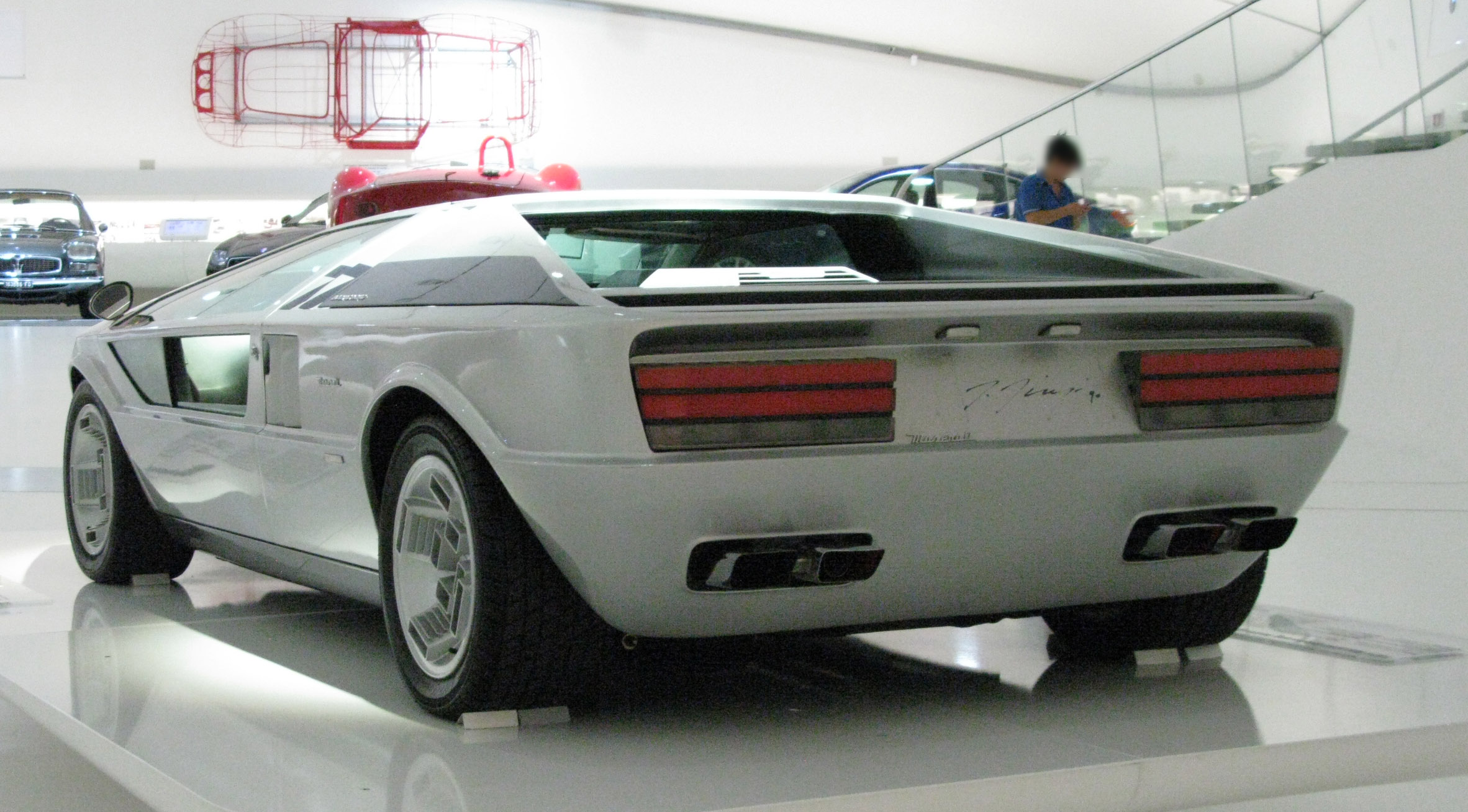

### Carrosserie
La Maserati Boomerang est créée sur un châssis-moteur de Maserati Bora, vendue à 564 exemplaires entre 1971 et 1978. Son style anguleux trapézoïdale futuriste de science-fiction, avec arrière fastback, tableau de bord intégré au centre du volant, direction assistée, phares escamotables, et trident Maserati sur le capot, est inspiré entre autres des concept car concurrents Lamborghini Marzal (1967), De Tomaso Mangusta (1967), Alfa Romeo Carabo (1968), Alfa Romeo Iguana (en) (1969), Porsche Tapiro (1970), Lancia Stratos Zero Bertone (1970), et Ferrari Modulo (1970),,,...
Il inspire entre autres les Maserati Bora (1971), De Tomaso Pantera (1971), Maserati Merak (1972), Vector (1972), BMW Turbo (1972), Lamborghini Urraco (1973), Maserati Khamsin (1974), Lamborghini Bravo (en) (1974), Lamborghini Countach (1974), Lotus Esprit (1976), Dome Zero (1978), DeLorean DMC-12 (1981), ou Maserati Birdcage75th (2005)...

### Motorisation
Ce concept car est motorisé par un moteur V8 central arrière à double arbre à cames en tête (DACT) 16 soupapes de 4,7 L, de 310 ch, de Maserati Bora, pour près de 280 km/h de vitesse de pointe (héritier des moteurs V8 Maserati 450S de championnat du monde des voitures de sport des années 1950, et Maserati 5000 GT et Maserati Ghibli I des années 1960),.

## Anecdotes
Elle est exposée depuis dans de nombreux concours d'élégance mondiaux de voiture de collection, et vendue aux enchères 3,3 millions € au concours d'élégance Chantilly Arts & Elegance Richard Mille de 2015,.